# بیهاروویتسه
بیهاروویتسه (به چکی: Běhařovice) یک منطقهٔ مسکونی در جمهوری چک است که در ناحیه زنویمو واقع شده‌است. بیهاروویتسه ۱۴٫۰۲ کیلومتر مربع مساحت و ۳۹۳ نفر جمعیت دارد و ۳۸۱ متر بالاتر از سطح دریا واقع شده‌است.